# Serie A 1946 (hockey su pista)
La Serie A 1946 è stata la 23ª edizione del torneo di primo livello del campionato italiano di hockey su pista. Esso è stato organizzato dalla Federazione Italiana Hockey e Pattinaggio.
Il torneo fu vinto dal Novara per la 7ª volta nella sua storia.

## Avvenimenti
Il torneo del 1946 vide al via sedici club. La formula fu quella consolidata per l'epoca, cioè una prima fase a gironi e una fase finale. Dopo la prima parte della competizione si qualificarono alla fase finale, che si svolse a Novara (Pista in Viale Buonarroti), la Triestina, il Novara, la Corniglianese, il Monza, il Milan, l'Edera Trieste e l'ASSI Firenze. Il Novara ebbe la meglio sulle avversarie laureandosi per la settima volta nella sua storia campione d'Italia.

## Squadre partecipanti
| Club              | Stagione | Città         | Stagione precedente         |
| ----------------- | -------- | ------------- | --------------------------- |
| ASSI Firenze      | dettagli | Firenze       | n.a.                        |
| Borletti          | dettagli | Milano        | n.a.                        |
| Corniglianese     | dettagli | Genova        | n.a.                        |
| Pirelli           | dettagli | Milano        | 5° in Serie A               |
| DLF Trieste       | dettagli | Trieste       | n.a.                        |
| Edera Trieste     | dettagli | Trieste       | 4° in Serie A               |
| ENAL Bologna      | dettagli | Bologna       | n.a.                        |
| Juventus Novara   | dettagli | Novara        | n.a.                        |
| Marzotto Valdagno | dettagli | Valdagno (VI) | n.a.                        |
| Milan             | dettagli | Milano        | 6° in Serie A               |
| Mirabello         | dettagli | Monza (MI)    | n.a.                        |
| Monza             | dettagli | Monza         | 2° in Serie A               |
| Motori Lombardini | dettagli | Reggio Emilia | n.a.                        |
| Novara            | dettagli | Novara        | 3° in Serie A               |
| Saves Alessandria | dettagli | Alessandria   | 10° in Serie A              |
| Triestina         | dettagli | Trieste       | Campione d'Italia in carica |

## Prima fase

### Girone A

#### Classifica
|  | Pos. | Squadra           | Pt | G | V | N | S | GF | GS | D | Note / Qualificazioni |
|  | ---- | ----------------- | -- | - | - | - | - | -- | -- | - | --------------------- |
|  | 1.   | Monza             | 10 | 5 | 5 | 0 | 0 |    |    |   |                       |
|  | 2.   | Milan             | 8  | 5 | 4 | 0 | 1 |    |    |   |                       |
|  | 3.   | Juventus Novara   | 5  | 5 | 2 | 1 | 2 |    |    |   |                       |
|  | 4.   | Saves Alessandria | 5  | 5 | 2 | 1 | 2 |    |    |   |                       |
|  | 5.   | Marzotto Valdagno | 1  | 5 | 0 | 1 | 4 |    |    |   |                       |
|  | 6.   | DLF Trieste       | 1  | 5 | 0 | 1 | 4 |    |    |   |                       |

### Girone B

#### Risultati
| 1ª giornata    |                         |     |
|                |                         |     |
| 31 agosto 1946 | Lombardini-Novara       | 0-7 |
| 31 agosto 1946 | Cornigliatese-Mirabello | 4-3 |

| 2ª giornata       |                     |     |
|                   |                     |     |
| 1º settembre 1946 | Novara-Mirabello    | 9-1 |
| 1º settembre 1946 | Borletti-Lombardini | 3-2 |

| 3ª giornata       |                        |     |
|                   |                        |     |
| 1º settembre 1946 | Cornigliatese-Borletti | 3-0 |
| 1º settembre 1946 | Mirabello-Lombardini   | 7-1 |

| 4ª giornata       |                      |     |
|                   |                      |     |
| 1º settembre 1946 | Cornigliatese-Novara | 1-2 |
| 1º settembre 1946 | Borletti-Mirabello   | 2-5 |

| 5ª giornata       |                          |     |
|                   |                          |     |
| 1º settembre 1946 | Borletti-Novara          | 2-3 |
| 1º settembre 1946 | Cornigliatese-Lombardini | 3-0 |

#### Classifica
|  | Pos. | Squadra           | Pt | G | V | N | S | GF | GS | D   | Note / Qualificazioni |
|  | ---- | ----------------- | -- | - | - | - | - | -- | -- | --- | --------------------- |
|  | 1.   | Novara            | 8  | 4 | 4 | 0 | 0 | 21 | 4  | +17 |                       |
|  | 2.   | Corniglianese     | 6  | 4 | 3 | 0 | 1 | 11 | 5  | +6  |                       |
|  | 3.   | Mirabello         | 4  | 4 | 2 | 0 | 2 | 16 | 16 | 0   |                       |
|  | 4.   | Borletti          | 2  | 4 | 1 | 0 | 3 | 7  | 13 | -6  |                       |
|  | 5.   | Motori Lombardini | 0  | 4 | 0 | 0 | 4 | 3  | 20 | -17 |                       |

### Girone C

#### Risultati
| 1ª giornata    |                           |     |
|                |                           |     |
| 31 agosto 1946 | ASSI Firenze-ENAL Bologna | 4-2 |
| 31 agosto 1946 | Edera Trieste-Pirelli     | 2-0 |

| 2ª giornata       |                            |     |
|                   |                            |     |
| 1º settembre 1946 | Edera Trieste-ASSI Firenze | 5-1 |
| 1º settembre 1946 | ENAL Bologna-Pirelli       | 3-3 |

| 3ª giornata       |                      |     |
|                   |                      |     |
| 1º settembre 1946 | Edera-ENAL Bologna   | 5-0 |
| 1º settembre 1946 | ASSI Firenze-Pirelli | 0-0 |

#### Classifica
|  | Pos. | Squadra       | Pt | G | V | N | S | GF | GS | D   | Note / Qualificazioni |
|  | ---- | ------------- | -- | - | - | - | - | -- | -- | --- | --------------------- |
|  | 1.   | Edera Trieste | 6  | 3 | 3 | 0 | 0 | 14 | 3  | +11 |                       |
|  | 2.   | ASSI Firenze  | 3  | 3 | 1 | 1 | 1 | 3  | 5  | -2  |                       |
|  | 3.   | Pirelli       | 2  | 3 | 1 | 0 | 2 | 3  | 5  | -2  |                       |
|  | 4.   | ENAL Bologna  | 1  | 3 | 0 | 1 | 2 | 5  | 12 | -7  |                       |

## Fase finale

### Classifica
|  | Pos. | Squadra       | Pt | G | V | N | S | GF | GS | D   | Note / Qualificazioni |
|  | ---- | ------------- | -- | - | - | - | - | -- | -- | --- | --------------------- |
|  | 1.   | Novara        | 10 | 6 | 4 | 2 | 0 | 14 | 4  | +10 |                       |
|  | 2.   | Corniglianese | 9  | 6 | 4 | 1 | 1 | 17 | 11 | +6  |                       |
|  | 3.   | Monza         | 7  | 6 | 2 | 3 | 1 | 17 | 11 | +6  |                       |
|  | 4.   | Milan         | 7  | 6 | 3 | 1 | 2 | 13 | 12 | +1  |                       |
|  | 5.   | Triestina     | 5  | 6 | 2 | 1 | 3 | 15 | 10 | +5  |                       |
|  | 6.   | Edera Trieste | 4  | 6 | 1 | 2 | 4 | 16 | 17 | -1  |                       |
|  | 7.   | ASSI Firenze  | 0  | 6 | 0 | 0 | 6 | 4  | 31 | -27 |                       |

## Verdetti
| Verdetto               | Club               |
| ---------------------- | ------------------ |
| Campione d'Italia 1946 | Novara (7º titolo) |

### Squadra campione
| N° | Naz.              | Ruolo | Sportivo            | Anno | Alt. | Peso |
| -- | ----------------- | ----- | ------------------- | ---- | ---- | ---- |
|    | Italia (bandiera) | P     | Angelo Grassi       |      |      |      |
|    | Italia (bandiera) | E     | Carlo Ciocala       |      |      |      |
|    | Italia (bandiera) | E     | Giancarlo Gallarini |      |      |      |
|    | Italia (bandiera) | E     | Claudio Ghione      |      |      |      |
|    | Italia (bandiera) | E     | Walter Monfrinotti  |      |      |      |
|    | Italia (bandiera) | E     | Sergio Nanotti      |      |      |      |
|    | Italia (bandiera) | E     | Ferruccio Panagini  |      |      |      |
|    | Italia (bandiera) | All.  | Vittorio Bottini    |      |      |      |